# Urs Meier (Fussballtrainer)
Urs Meier (* 7. Juli 1961 in Zürich) ist ein ehemaliger Schweizer Fussballspieler und aktueller -trainer.

## Karriere
Urs Meier begann nach seiner aktiven Karriere im Juli 1993 seine Trainerkarriere. Nach mehreren Stationen gelangte er schliesslich im Jahr 2005 zum FC Zürich und trainierte mehrere Jahre die U-18 und U-21 des Clubs.
Nach der Entlassung von Rolf Fringer im November 2012 übernahm er die Trainerfunktion des FCZ mit einem unbefristeten Arbeitsvertrag. Seinen grössten Erfolg feierte er in der Saison 2013/14, als er mit dem FC Zürich den FC Basel 2:0 in der Verlängerung besiegte und somit Schweizer Cupsieger wurde.
Am 3. August 2015 wurde Urs Meier beim FCZ entlassen.
Von der Saison 2017/18 bis im März 2019 war Urs Meier Cheftrainer beim FC Rapperswil-Jona, der in der Challenge League spielte.

## Familie
Urs Meier ist der Vater der Fussballspielerin Seraina Piubel.